# Sônia Corrêa
 Sônia Corrêa  (Belo Horizonte, 1965) é uma artista plástica e professora de artes brasileira. 
Com oito anos de idade Sônia Corrêa já frequentava a escola de pintura em Belo Horizonte. Os primeiros anos, entre 1973 e 1983, moldaram a sua carreira artística. De 1983 a 1987 estudou e se formou na Escola de Belas Artes da Universidade Federal de Minas Gerais. Corrêa continuou seus estudos em História da Arte  na Universidade de Aachen, na Alemanha, até 1996.

## Exposições
- 1986/88/89:  Brasil, Belo Horizonte - "Museu de Arte da Pampulha"
- 1988:  Brasil, Curitiba - "Museu de Arte de Curitiba" - Paraná
- 1989/94:  Brasil, Belo Horizonte - IBM Gallery
- 1989:  Portugal, Lisbon - International Fashion Fair Lisbon
- 1989/90:  Itália, Roma - Gallery La Bitta
- 1990:  França, Lyon - Gallery Theatre Café Brasil
- 1991:  Itália, Roma - Gallery Cândido Portinari
- 1991:  Países Baixos, Amsterdã - Theater School Ballett
- 1992:  Reino Unido, London - Institute of Education – University of London
- 1996:  Alemanha, Aachen - Museum Ludwig Forum
- 1996:  Bélgica, Liège - Gallery Les Brasseurs
- 1997:  Japão, Tóquio - Setagaya Art Museum
- 1998:  Espanha, Valência - Grande Halle de Exposiciones de Valência
- 2000:  Alemanha, Berlin - "Black Box Exercise" – Haus der Kulturen der Welt
- 2014:  Brasil, Rio de Janeiro - Copacabana, United Buddy Bears[1][2]

2014: Sônia Corrêa recebeu do Consulado Brasileiro em Berlim a tarefa de criar um Buddy Bear para a sua terra natal. "Tô Beleza!", é o tema para este urso - o que na língua coloquial do Brasil significa "Eu me sinto bem!". Na ocasião da Copa do Mundo de Futebol de 2014, no Rio de Janeiro, o novo urso brasileiro será exibido pela primeira vez em Copacabana com aproximadamente 140 outros United Buddy Bears.